# C3 (Komplementfaktor)
Die Komplementkomponente C3, auch als Komplementfaktor C3 bezeichnet, ist ein Protein des Komplementsystems, welches der humoralen Immunantwort zugehörig ist, d. h., es dient der Lyse von Zellen und Bakterien mittels Antikörpern. C3 spielt bei diesem Prozess eine zentrale Rolle.
Es gibt drei verschiedene Wege der Komplementaktivierung, die beim Komplementfaktor C3 konvergieren: der klassische Weg, der alternative Weg und der Lektinweg.

## Physiologie
Der Faktor C3 ist im Körper inaktiv und wird erst nach Spaltung in die aktive Form übergehen. Das Protein wird bei der Proteolyse durch den C4b2b Komplex (C3-Konvertase) im klassischen Weg in ein kleineres Polypeptid C3a und ein größeres C3b gespalten.
Das Teilstück C3b ist an der Kaskade des Komplementsystems beteiligt und modifiziert den Enzymkomplex zur C5-Konvertase. Es wird abseits des C4b2b-Komplexes gebunden und exponiert eine Struktur, die mit Rezeptoren auf neutrophilen Granulozyten und Mastzellen reagieren kann. Dies hat zur Folge, dass der C4b-beladene Fremdpartikel phagozytiert werden kann.
C3a ist ein Anaphylatoxin und fördert die Degranulation und Freisetzung von Histamin aus Mastzellen, führt zur Kontraktion der glatten Muskulatur und zu erhöhter Gefäßpermeabilität. Dadurch kann es zu Juckreiz und Urtikaria kommen.

## Aufbau und Genetik
Der Komplementfaktor C3 ist ein aus einer α- und β-Kette bestehendes Glykoprotein von 185 kDa und zählt zu den Plasmaproteinen. Er ist der Komplementfaktor mit der höchsten Serumkonzentration. Der Normalbereich liegt zwischen 0,9 und 1,7 g/L im Plasma.
Das für C3 codierende C3-Gen befindet sich beim Menschen auf Chromosom 19.

## Regulation
Mehrere Kontrollproteine regulieren direkt oder indirekt die Entstehung der C3-Konvertase. Der natürliche Inhibitor C1INH hemmt die Aktivität der C1 Esterase. Proteine, wie das C4 Bindungsprotein oder das Zelloberflächenprotein DAF (decay accelerating factor)  können sich an C4 anheften und so dessen Bindung an C2 verhindern.

## Klinische Bedeutung
Komplementdefekte können schwerwiegende Abwehrstörungen oder lebensbedrohliche Erkrankungen herbeiführen. Pathologische Effekte einer Komplementaktivierung finden sich bei anaphylaktischen Reaktionen, Thrombose, Transplantatabstoßung und Autoimmunerkrankungen.
Die Serumkonzentrationen der Komplementfaktoren haben weder eine hohe Spezifität noch Sensitivität für bestimmte Erkrankungen und werden nicht routinemäßig bestimmt. Niedrige Konzentrationen von C3 werden bei Autoimmunerkrankungen wie Glomerulonephritis oder systemischem Lupus erythematodes (SLE) gefunden, wobei hier niedrige Serumkonzentration eine erhöhte Krankheitsaktivität widerspiegeln.
Hereditäre Mangelzustände von C3 sind beschrieben worden. Dabei kann es zu gehäuften bakteriellen Infektionen (z. B. mit Neisserien) kommen.